# Lot 32 (Île-du-Prince-Édouard)
Lot 32 est un canton dans le comté de Queens, Île-du-Prince-Édouard, Canada. Il fait partie de la Paroisse Charlotte.

## Communautés
Incorporé :
- Charlottetown
- Meadow Bank

Non-incorporé :
- York Point